# Pardirallus maculatus
El rascón overo (Pardirallus maculatus) es una especie de ave gruiforme de la familia Rallidae.
Puede ser encontrada en los siguientes países: Argentina, Belice, Bolivia, Brasil, Islas Caimán, Chile, Colombia, Costa Rica, Cuba, República Dominicana, Ecuador, El Salvador, Guayana Francesa, Guayana, Haití, Jamaica, México, Panamá, Paraguay, Perú, Suriname, Trinidad y Tobago, en los Estados Unidos de América, Uruguay, Venezuela y posiblemente en Honduras.
Sus hábitats naturales son pantanos.

## Galería de imágenes

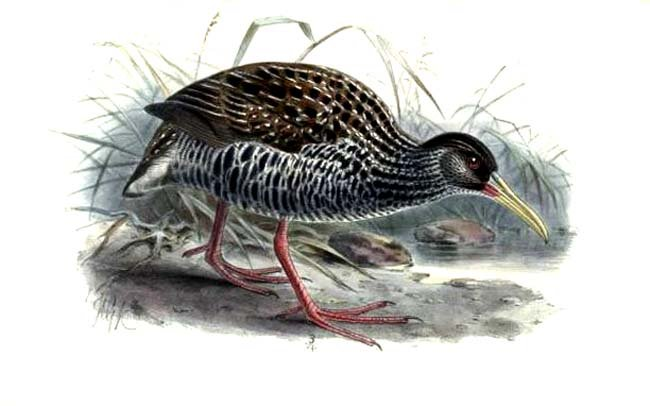
Pardirallus maculatus, ilustración de Keulemans

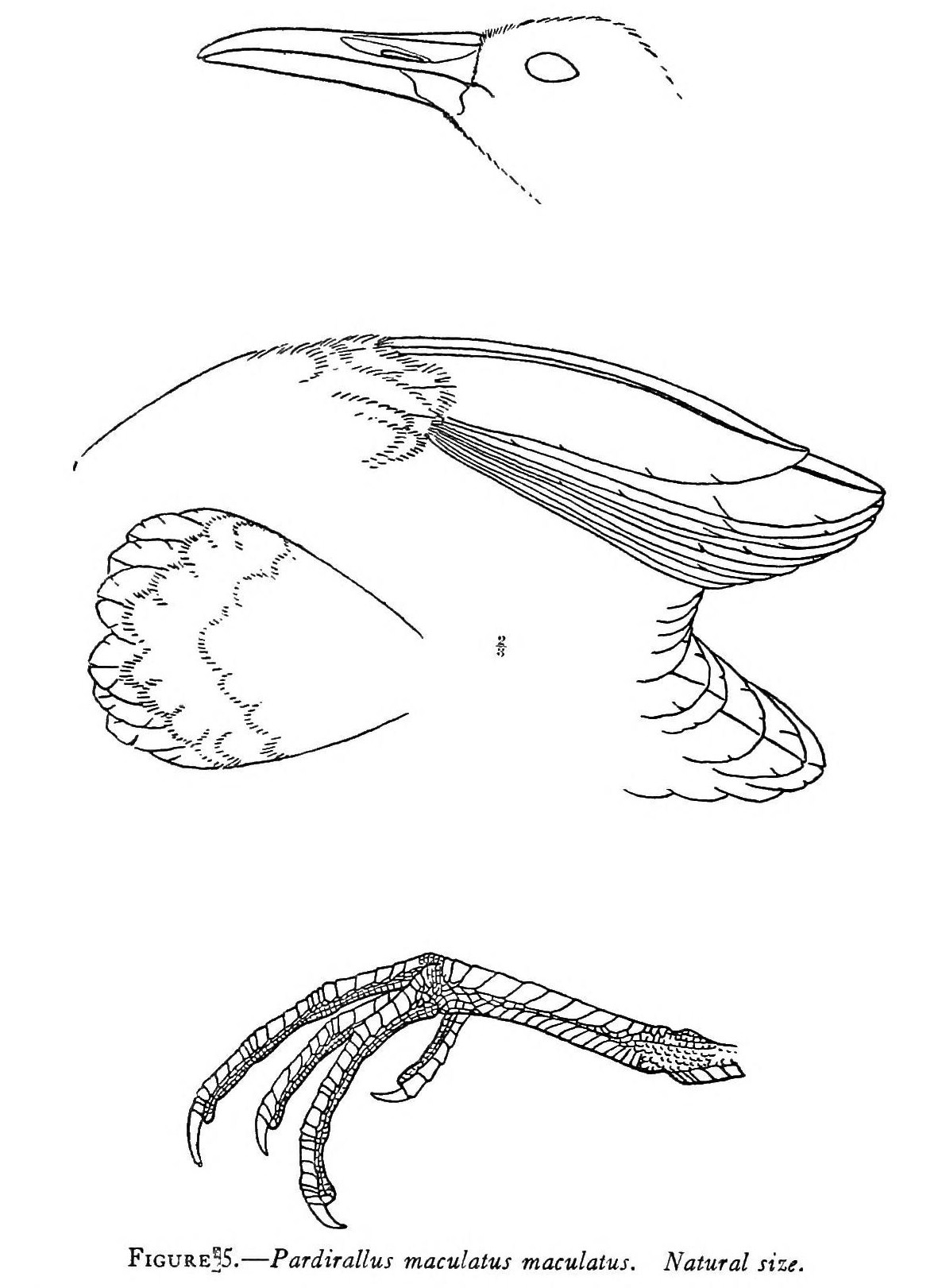
Detalle de las partes del cuerpo.

- Datos: Q1270896
- Multimedia: Pardirallus maculatus / Q1270896
- Especies: Pardirallus maculatus